# Énergie éolienne en Iran

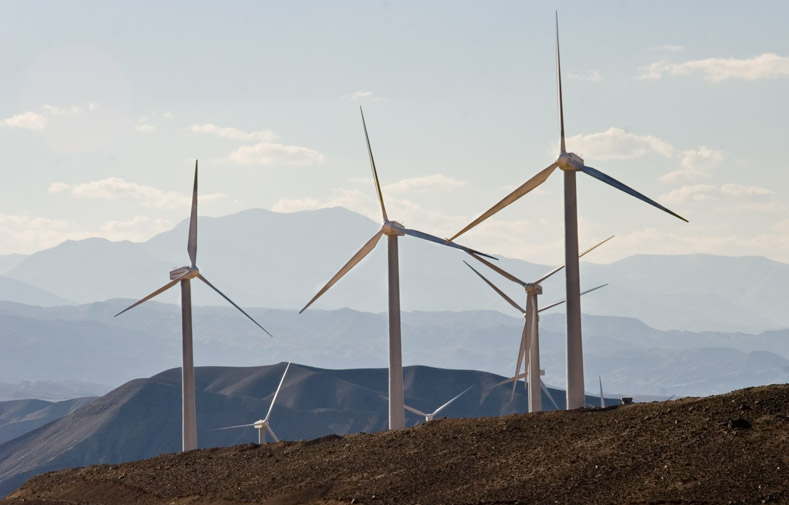
Dans un but de diversification des sources d'énergie, l'Iran a installé des Parcs éoliens dans plusieurs régions ; celui-ci se situe près de Manjeel.

Le secteur de l'énergie éolienne en Iran a connu un premier démarrage en 2006 ; une progression importante était prévue, mais ne s'est pas réalisée. En 2022, la part des éoliennes dans la production d'électricité du pays est de 0,2 %.
L'Iran est membre du Global Wind Energy Council.

## Production d'électricité éolienne
L'Agence internationale de l'énergie comptabilise pour 2022 une production éolienne de 812 GWh, soit 0,2 % de la production d'électricité du pays.
|      | GWh |
| ---- | --- |
| 2010 | 163 |
| 2011 | 217 |
| 2012 | 207 |
| 2013 | 376 |
| 2014 | 358 |
| 2015 | 221 |
| 2016 | 250 |
| 2017 | 307 |
| 2018 | 518 |
| 2019 | 615 |
| 2020 | 754 |
| 2021 | 737 |
| 2022 | 812 |

## Puissance installée

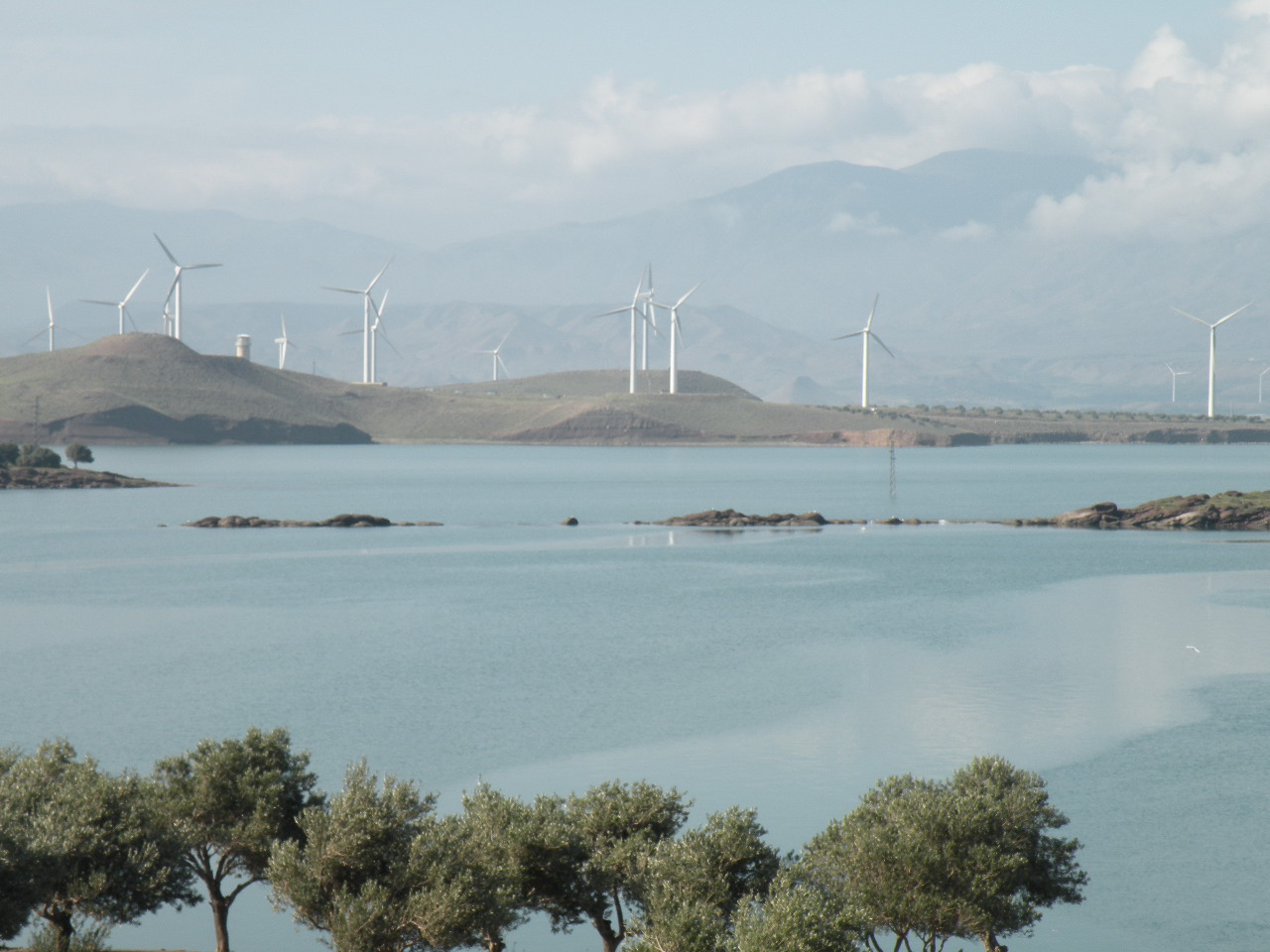
Parc éolien de Manjil en 2012.

L'Iran se classait fin 2013 au 4e rang de la région Afrique-Moyen-Orient avec une puissance installée de 91 MW.
La base de données The Windpower recense 11 parcs éoliens iraniens totalisant 118 MW en décembre 2016, et donne leur liste exhaustive ; 7 de ces parcs font partie du complexe éolien de Manjil, dans la province de Gilan, mis en service de 2003 à 2010, avec 171 turbines totalisant 102 MW.
En 2006, l'Iran avait 45 MW d'éoliennes (30e rang mondial), en augmentation de plus de 50 % par rapport aux 32 MW de 2005. La puissance installée éolienne en 2004 était de 25 MW.